# Gena Branscombe
Gena Branscombe (Picton, Canadà, 4 de novembre de 1881-Nova York, Estats Units, 26 de juliol de 1977) fou una dona compositora estatunidenca.
Estudià en el Col·legi de Música de Chicago; els seus mestres foren Rudolf Ganz i Felix Borowsky. A Berlín completà els seus coneixements de tècnica de composició amb el professor Engelbert Humperdinck.
Va compondre les cançons:
- Boot and Salde;
- Hail te Tyme of Holidayes;
- Three Mystic Ships;
- In Granada;
- By St. Lawrence Water;
- There's Woman Like a Dewdrop;
- Serenade The Best Is Aet to Be;
- The Morning Wind;
- A the Postern Gate, i diverses peces per a orquestra, cor, piano i violí.